# 길모어 걸스

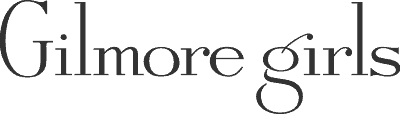

길모어 걸스(Gilmore Girls)는 에이미 셔먼팰러디노(Amy Sherman-Palladino)에 의해 제작된 미국 시트콤이다.
2000년 10월 5일 워너 브라더스사에서 제작하였으며 2007년 5월 15일에 시즌 7를 마지막으로 CW에서 종영하였다. 2016년에는 넷플릭스에서 시즌 8가 방영되었다. 타임지는 길모어 걸스를 역대 드라마 100선 중 하나로 선정하였다.
<길모어 소녀들>은 32세의 엄마 로렐라이와, 16세의 딸 로리로 이루어진 둘만의 가족이야기를 다룬 가족 드라마이다. 주인공 로렐라이는 16세의 나이에 임신하게 된 뒤 부모의 반대를 무릅쓰고 아이를 출산한다. 그리고 로렐라이는 아이와 함께 독립하여 가정부 일부터 호텔 매니저 일까지 온갖 궂은일을 하며 당차게 생활을 꾸려나간다. 그러나 나이 차이가 얼마 나지 않는 딸과 함께 같은 감성을 가지고, 같은 음악을 듣고 같은 군것질거리를 즐기는 로렐라이의 모습은 더없이 행복한 어머니의 모습이다.
한국에서는 15세 등급으로, 온스타일넷에서 방영했다.

### 출연
| 배우            | 배역                                | 출연 시즌 |
| --------------- | ----------------------------------- | --------- |
| 로런 그레이엄   | 로렐라이 길모어(Lorelai Gilmore)    | 전 시즌   |
| 알렉시스 블레델 | 로리 길모어(Rory Gilmore)           | 전 시즌   |
| 스콧 패터슨     | 루크 데인스(Luke Danes)             | 전 시즌   |
| 켈리 비숍       | 에밀리 길모어(Emily Gilmore)        | 전 시즌   |
| 에드워드 허먼   | 리처드 길모어(Richard Gilmore)      | 1~7       |
| 케이코 아지나   | 레인 킴(Lane Kim)                   | 전 시즌   |
| 멀리사 매카시   | 수키 세인트제임스(Sookie St. James) | 전 시즌   |
| 야닉 트루즈데일 | 미셸 제라드(Michel Gerard)          | 전 시즌   |
| 숀 건           | 커크(Kirk)                          | 전 시즌   |
| 리자 웨일       | 패리스 겔러(Paris Geller)           | 전 시즌   |
| 맷 추크리       | 로건 헌츠버거(Logan Huntzberger)    | 5~8       |
| 크리스 에이그먼 | 제이슨 스타일스(Jason Stiles)       | 4,8       |